# Alexander Vlahos
Alexander Vlahos (ur. 30 lipca 1988 w Tumble) – brytyjski aktor, scenarzysta i reżyser. 
W 2012 zastąpił Asę Butterfield w roli Mordreda w serialu stacji BBC One pt. Przygody Merlina. Wystąpił w roli Filipa I Burbona Orleańskiego w serialu historycznym Canal+ Wersal: Prawo krwi (2015–2018). 

## Życiorys

### Wczesne lata
Urodził się na wsi Tumble położonej w pobliżu Carmarthen w południowej Walii jako syn Walijki i Greka. Nazwiska jego dziadków ze strony matki brzmiały Rees i Evans. Wychowywał się w Llantrisant w hrabstwie Carmarthenshire. Po obejrzeniu komedii familijnej Potężne Kaczory zdecydował, że chce zostać hokeistą. Grał w hokej dla Walii i Wielkiej Brytanii w przez dwanaście lat, aż do 18 roku życia, kiedy rozpoczął naukę w Royal Welsh College of Music & Drama w Cardiff, którą ukończył w 2009.

### Kariera
Po raz pierwszy na małym ekranie wystąpił w roli Dylana w serialu BBC Wales Crash (2009–2010). Wkrótce został obsadzony w roli Lewisa Cutlera w pięciu odcinkach medycznej opery mydlanej BBC One Lekarze (Doctors, 2010) i jako Steff w filmie krótkometrażowym Jasne światła (Bright Lights, 2010). W serialu BBC One Szeregowcy (Privates, 2012) o ostatnim obowiązkowym poborze do wojska w 1960 w Wielkiej Brytanii zagrał rolę szeregowego Toma Kennana, a na potrzeby produkcji ogolił włosy. W piątym sezonie serialu Przygody Merlina (2012) przyjął rolę Mordreda. W produkcji tej wystąpili też: Colin Morgan, Bradley James i Katie McGrath. 
W 2013 wystąpił na teatralnej scenie jako Paweł Jelecki w sztuce Iwana Turgieniewa Darmozjad, a Kenneth Branagh zaangażował go do roli Malcolma w Makbecie Williama Shakespeare’a. W serialu kostiumowym Canal+ Wersal: Prawo krwi (2015–2018) wcielił się w postać Filipa I Burbona Orleańskiego, brata Ludwika XIV (George Blagden). W 2018 powrócił na scenę w Shakespeare’s Rose Theatre jako Romeo Montecchi w tragedii Romeo i Julia i Catesby w Ryszardzie III, a także w Park Theatre jako kapitan Hak w Piotrusiu Panie. 

## Życie prywatne
Od listopada 2011 do listopada 2016 był związany z Kajsą Mohammar. W grudniu 2016 związał się z Lauren Samuels, którą poznał podczas prób do spektaklu La Ronde; premiera miała miejsce w lutym 2017ref name="dated"/>.

## Filmografia

### Filmy
- 2010: Bright Lights – jako Steff
- 2012: Truth or Die – jako Luke

### Występy w telewizji
| Tytuł               | Lata      | Rola                   | Uwagi            |
| ------------------- | --------- | ---------------------- | ---------------- |
| Crash               | 2009–2010 | Dylan                  |                  |
| Doctors             | 2010      | Lewis Cutler           | 5 odcinków       |
| All Shook Up!       | 2010      | Dafydd Hibbard         |                  |
| Pen Talar           | 2010      | Iolo                   | 3 odcinków       |
| The Indian Doctor   | 2010      | Tom Evans              | 5 odcinków       |
| The Tower           | 2011      | Tom                    | film telewizyjny |
| Merlin              | 2012      | Mordred                | 12 odcinków      |
| Privates            | 2012      | Private Keenan         | 5 odcinków       |
| Wersal. Prawo krwi. | 2015      | Filip Burbon Orleański | serial           |